# Strymon hyperici
Strymon hyperici är en fjärilsart som beskrevs av Jean Baptiste Boisduval 1833. Strymon hyperici ingår i släktet Strymon och familjen juvelvingar. Inga underarter finns listade i Catalogue of Life.